# Censo brasileño de 2022
El Censo brasileño de 2022 fue el decimotercer censo nacional de población de la historia de Brasil, y tuvo lugar el 1 de agosto de 2022. Estaba previsto que se realizara en 2020, pero se pospuso debido a la pandemia de COVID-19 y a cuestiones presupuestarias.

## Retrasos
Originalmente, el censo, que se lleva a cabo cada decenalmente, debía realizarse a mediados de 2020. Sin embargo, debido a la actual pandemia de COVID-19, el Instituto Brasileño de Geografía y Estadística cambió la fecha a 2021.
Sin embargo, a principios de 2021, el presupuesto del censo se redujo de alrededor de 2 mil millones de reales a solo 240 millones, solo el 12% del valor original. El censo fue impulsado nuevamente, con la decisión de la Corte Suprema de Brasil de que el gobierno tenía que realizar el censo en 2022.
Mientras que la fecha de referencia original era el 1 de junio de 2022, el IBGE modificó la fecha para el 1 de agosto de 2022, debido al cambio de empresa que contrataría a los trabajadores.

## Población por estado
| Posición | Estado               | Población (2010) | Población (2022) | Crecimiento | % Crecimiento | % Crecimiento anual |
| -------- | -------------------- | ---------------- | ---------------- | ----------- | ------------- | ------------------- |
| 1º       | São Paulo            | 41 262 199       | 44 411 238       | 3 158 260   | 7,65          | 0,62                |
| 2º       | Minas Gerais         | 19 597 330       | 20 539 989       | 941 388     | 4,80          | 0,39                |
| 3º       | Río de Janeiro       | 15 989 929       | 16 055 174       | 64 595      | 0,40          | 0,03                |
| 4º       | Bahía                | 14 016 906       | 14 141 626       | 124 511     | 0,85          | 0,07                |
| 5º       | Paraná               | 10 444 526       | 11 444 380       | 998 682     | 9,56          | 0,76                |
| 6º       | Río Grande del Sur   | 10 693 929       | 10 882 965       | 186 577     | 1,74          | 0,14                |
| 7º       | Pernambuco           | 8 796 448        | 9 058 931        | 261 707     | 3,0           | 0,24                |
| 8º       | Ceará                | 8 452 381        | 8 794 957        | 339 307     | 4,01          | 0,33                |
| 9º       | Pará                 | 7 581 051        | 8 121 025        | 535 081     | 7,06          | 0,57                |
| 10º      | Santa Catarina       | 6 248 436        | 7 610 361        | 1 361 165   | 21,78         | 1,66                |
| 11º      | Goiás                | 6 003 788        | 7 056 495        | 1 051 440   | 17,51         | 1,36                |
| 12º      | Maranhão             | 6 574 789        | 6 755 805        | 180 363     | 2,74          | 0,25                |
| 13º      | Paraíba              | 3 766 528        | 3 974 687        | 207 967     | 5,52          | 0,45                |
| 14º      | Amazonas             | 3 483 985        | 3 941 613        | 457 190     | 13,12         | 1,03                |
| 15º      | Espírito Santo       | 3 514 952        | 3 833 712        | 318 534     | 9,06          | 0,73                |
| 16º      | Mato Grosso          | 3 035 122        | 3 658 649        | 623 691     | 20,55         | 1,57                |
| 17º      | Río Grande del Norte | 3 168 027        | 3 302 729        | 134 379     | 4,24          | 0,35                |
| 18º      | Piauí                | 3 118 360        | 3 271 199        | 150 840     | 4,84          | 0,39                |
| 19º      | Alagoas              | 3 120 494        | 3 127 683        | 7 017       | 0,22          | 0,02                |
| 20º      | Distrito Federal     | 2 570 160        | 2 817 381        | 246 908     | 9,61          | 0,76                |
| 21º      | Mato Grosso del Sur  | 2 449 024        | 2 757 013        | 307 676     | 12,56         | 0,99                |
| 22º      | Sergipe              | 2 068 017        | 2 210 004        | 141 541     | 6,84          | 0,55                |
| 23º      | Rondonia             | 1 562 409        | 1 581 196        | 18 607      | 1,19          | 0,10                |
| 24º      | Tocantins            | 1 383 445        | 1 511 460        | 128 014     | 9,25          | 0,74                |
| 25º      | Acre                 | 733 559          | 830 018          | 96 467      | 13,15         | 1,03                |
| 26º      | Amapá                | 669 526          | 733 759          | 63 982      | 9,56          | 0,76                |
| 27º      | Roraima              | 450 479          | 636 707          | 185 824     | 41,25         | 2,92                |

## Población por región
| Posición | Unidad federativa   | Población (2010) | Población (2022) | Crecimiento | % Crecimiento |
| -------- | ------------------- | ---------------- | ---------------- | ----------- | ------------- |
| 1º       | Región Sudeste      | 80 364 410       | 84 840 113       | 4 482 777   | 5,58          |
| 2º       | Región Nordeste     | 53 081 950       | 54 657 621       | 1 575 671   | 3,0           |
| 3º       | Región Sur          | 27 386 891       | 29 937 706       | 2 546 424   | 9,30          |
| 4º       | Región Norte        | 15 864 454       | 17 355 778       | 1 485 165   | 9,36          |
| 5º       | Región Centro-Oeste | 14 058 094       | 16 289 538       | 2 229 715   | 15,86         |
| TOTAL    | Brasil              | 190 755 799      | 203 080 756      | 12 306 713  | 6,45          |